# DN Galan 2014
DN Galan 2014 – mityng lekkoatletyczny, który odbył się 21 sierpnia w Sztokholmie. Zawody były jedenastą odsłoną prestiżowej Diamentowej Ligi w sezonie 2014.

## Wyniki[2]

### Mężczyźni
| Konkurencja:               | 1. miejsce             | Rezultat | 2. miejsce        | Rezultat | 3. miejsce         | Rezultat |
| Bieg na 100 m              | Nesta Carter           | 9,96     | Keston Bledman    | 10,09    | Chijindu Ujah      | 10,10    |
| Bieg na 800 m              | Adam Kszczot           | 1:45,25  | Ayanleh Souleiman | 1:45,49  | Marcin Lewandowski | 1:45,76  |
| Bieg na 5000 m             | Muktar Edris           | 12:54,83 | Thomas Longosiwa  | 12:56,16 | Caleb Ndiku        | 12:59,17 |
| Bieg na 400 m przez płotki | Michael Tinsley        | 49,60    | Javier Culson     | 49,84    | Jehue Gordon       | 50,13    |
| Skok w dal                 | Godfrey Khotso Mokoena | 8,09 m   | Ignisious Gaisah  | 8,04 m   | Michel Tornéus     | 8,03 m   |
| Skok o tyczce              | Konstadínos Filippídis | 5,60 m   | Piotr Lisek       | 5,60 m   | Xue Changrui       | 5,60 m   |
| Pchnięcie kulą             | Reese Hoffa            | 21,06 m  | Tomas Walsh       | 20,79 m  | David Storl        | 20,77 m  |
| Rzut oszczepem             | Antti Ruuskanen        | 87,24 m  | Thomas Röhler     | 85,12 m  | Tero Pitkämäki     | 84,73 m  |

### Kobiety
| Konkurencja:                  | 1. miejsce             | Rezultat | 2. miejsce          | Rezultat | 3. miejsce            | Rezultat |
| Bieg na 200 m                 | Allyson Felix          | 22,85    | Tori Bowie          | 22,91    | Joanna Atkins         | 23,19    |
| Bieg na 400 m                 | Novlene Williams-Mills | 50,09    | Sanya Richards-Ross | 50,27    | Francena McCorory     | 50,65    |
| Bieg na 1500 m                | Jennifer Simpson       | 4:00,38  | Genzebe Dibaba      | 4:01,00  | Sifan Hassan          | 4:01,62  |
| Bieg na 3000 m z przeszkodami | Hiwot Ayalew           | 9:17,04  | Habiba Ghribi       | 9:18,39  | Emma Coburn           | 9:20,31  |
| Bieg na 100 m przez płotki    | Queen Harrison         | 12,66    | Nia Ali             | 12,96    | Dawn Harper           | 12,99    |
| Skok wzwyż                    | Marija Kuczina         | 1,94 m   | Airinė Palšytė      | 1,94 m   | Ruth Beitia Ana Šimić | 1,90 m   |
| Skok w dal                    | Tianna Bartoletta      | 6,98 m   | Éloyse Lesueur      | 6,94 m   | Ivana Španović        | 6,61 m   |
| Rzut dyskiem                  | Sandra Perković        | 66,74 m  | Dani Samuels        | 65,70 m  | Gia Lewis-Smallwood   | 65,21 m  |